# Лейзер, Кевин
Кевин Лейзер (нем. Kevin Leiser; род. 3 сентября 1993, Крайльсхайм) — немецкий политик. Член Социал-демократической партии Германии. Депутат Бундестага XX созыва (с 2021 года). Дипломированный учитель математики. 

## Биография
Кевин Лейзер родился 3 сентября 1993 года в городе Крайльсхайме.Два семестра изучал право в Гейдельбергском университете. Затем сменил область обучения и стал дипломированным учителем. Работает учителем математики, общественных наук и экономики в гимназии Альберта Швейцера в Крайльсхайме.

## Политическая карьера
Лейзер является членом окружного совета округа Швебиш-Халль с 2019 года, а также членом муниципального совета Блауфельдена. Также был членом окружного совета окружной ассоциации СДПГ Швебиш-Халль и заместителем председателя местного отделения СДПГ в Шрозберге. 9 сентября 2021 года был избран окружным председателем окружной ассоциации СДПГ Швебиш-Халль, несколько раз был делегатом съездов партии СДПГ Германии.
На федеральных выборах 2021 года Кевин Лейзер принял участие в выборах. Баллотировался прямым кандидатом от федерального избирательного округа Швебиш–Халль - Гогенлоэ. Кроме того, входил в список СДПГ под двадцатым номером в земле Баден-Вюртемберг. В своем избирательном округе он получил 19,6% голосов выборщиков, уступив, таким образом, кандидату от ХДС Кристиану фон Штеттену, однако сумел получить мандат в Бундестаге через список штатов, став депутатом Бундестага XX созыва. Является постоянным членом Комитета по обороне, а также заместителем члена Комитета по петициям и Комитета по цифровым технологиям.